# Аль-Ахд
Аль-Ахд (араб. العهد, Угода) або Джамайят аль-Ахд (араб. جمعية العهد, Товариство Угоди) — засноване  1913 року в Дамаску таємне політичне об'єднання арабських націоналістів.
За своєю програмою товариство аль-Ахд частково наслідувало попередньому товариству на чолі з Азізом Алі аль-Місрі  — аль-Кахтані, мало не меті набуття незалежності арабськими країнами і орієнтувалося на економічну та політичну підтримку з боку Великої Британії, доки ця допомога не протирічила арабським прагненням. Аль-Місрі був представником єгипетського офіцерства, проте переважно до складу аль-Ахд входили офіцери Османської армії іракського походження. Вони ставили на меті незалежність Іраку на чолі з еміром Абдаллою, сином шаріфа Хусейна і можливе об'єднання Іраку з Сирією. Найбільш відомими членами товариства були Ясін аль-Хашимі, Джафар аль-Аскарі,  Нурі аль-Саїд та Джаміль аль-Мідафаї. Більшість з офіцерів згодом брали участь у Арабському повстанні (1916-1918) в лавах армії шаріфа Хусейна та сирійської армії короля Фейсала.
Перші засідання товариства відбулися в Дамаску, а згодом утворилася низка його філій в інших арабських містах, зокрема в іракських Багдаді та Мосулі. Товариство видавало  журнал «Аль-Лісан».
На початку 1915 року члени дамаських підпільних товариств аль-Ахд та аль-Фатат об'єднали свою діяльність з підготовки та планування повстання проти Османської імперії. В січні 1915 року представник аль-Ахд, Ахмад Фавзі Бей аль-Бакрі, прибув до Мекки з пропозицією шаріфу Хусейну очолити арабське повстання. В березні-червні того ж року син шаріфа, Фейсал бін Хусейн, під час перебування в Дамаску, налагодив спілкування з товариствами аль-Ахд та аль-Фатат і отримав так званий «Дамаський протокол», перелік умов, на яких арабські націоналісти погоджувались на політичну та економічну співпрацю з Великою Британією.
Після поразки в битві при Майсалуні і вигнання короля Фейсала з Сирії 1920 року товариство аль-Ахд було значно послаблене, змушене перемістити штаб-квартиру до Алеппо та Дайр-ез-Зауру і невдовзі остаточно припинило свою діяльність.